# ヴィルヘルム3世 (テューリンゲン方伯)
ヴィルヘルム3世（Wilhelm III., 1425年4月30日 - 1482年9月17日）は、テューリンゲン方伯（在位：1445年 - 1482年）。ザクセン選帝侯フリードリヒ1世とリューネブルク侯ハインリヒ1世の娘カタリーナの三男で、フリードリヒ2世の弟。

## 生涯
1445年、兄からテューリンゲン方伯の位を譲られる。翌1446年にローマ王アルブレヒト2世とエリーザベト・フォン・ルクセンブルクの娘アンナと結婚した。ルクセンブルク公領の継承権を主張してブルゴーニュ公フィリップ善良公と争ったが、ルクセンブルクを実効支配していた善良公を破れず、1461年に主張を放棄した。
1482年、57歳で死去した。息子がいなかったため、テューリンゲン方伯は甥のザクセン選帝侯エルンストが継いだ。

## 子女
アンナとの間に2人の子を儲けた。
1. マルガレーテ（1449年 - 1501年） - ブランデンブルク選帝侯ヨハン・ツィーツェロと結婚。
2. カタリーナ（1453年 - 1534年） - ミュンスターベルク公ハインリヒ2世と結婚。